# Al-Taybah
Al-Taybah (en arabe : الطيبة, également orthographié Tayyiba, Tayibah ou Tiebh) est un village dans l'est de la Syrie qui fait partie du Gouvernorat de Homs. Il est situé dans le Désert de Syrie, à l'est de l'Euphrate, près de la ville de al-Soukhnah. Comme beaucoup d'autres ville du désert, il dispose d'une oasis. Selon le Bureau Central des Statistiques, al-Taybah avait une population de 2 413 lors du recensement de 2004.

## Histoire
Al-Taybah signifie en arabe « le Bon ».
Au début du XIIIe siècle le géographe syrien Yaqut al-Hamawi note qu'al-Taybah est un « village dans le district de 'Urd, situé entre Palmyre et Alep.»
Al-Taybah est visitée en 1616 par l'explorateur italien Pietro Della Valle, qui  note la présence de plusieurs « vieilles reliques » dans le village. La mosquée est bien entretenue et semble avoir auparavant servi de clocher . Les habitations sont faites de boue séchée, et beaucoup sont renforcées par de vieilles colonnes de pierre.
Le village est abandonné dans le courant du XVIIIe siècle, ses habitants se déplaçant vers al-Sukhnah. Le village actuel est fondé en 1870, avec la permission du gouverneur de Sandjak de Zor (Deir ez-Zor). Dix ou douze familles sont présentes pour la recréation du village. Les Ottomans y établissent un poste de gendarmerie. En 1838 al-Taybah  est classé comme un village abandonné par le chercheur anglais Eli Smith.
Lors de la Première Guerre mondiale, lors des soulèvements contre les Ottomans, al-Taybah a été attaqué et pillé par des tribus bédouines, ce qui entraîne un deuxième exode des habitants. Le village est occupé lors du Mandat français sur la Syrie et le Liban ce qui restaure l'ordre.
Lors de la Guerre civile syrienne, l'organisation État islamique prend le contrôle du village.